# Котелец

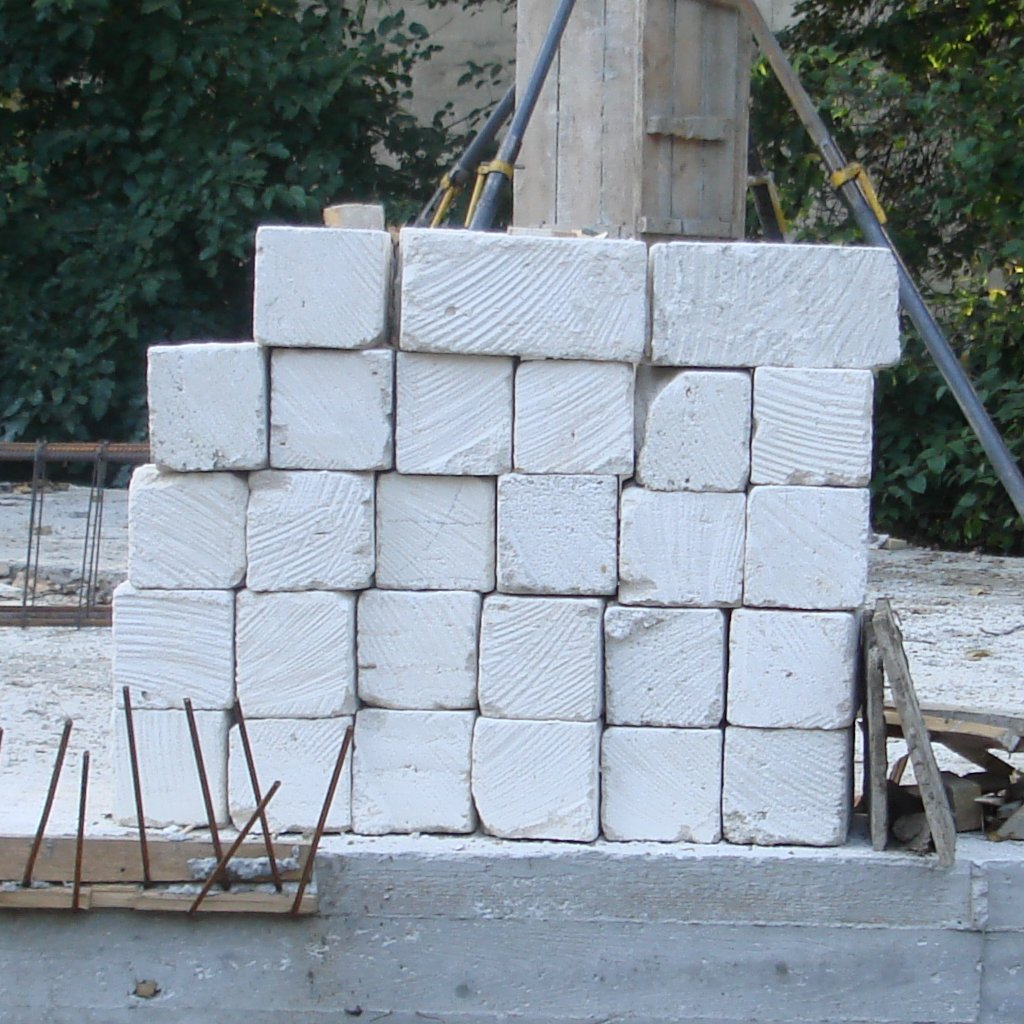
Котельцовые блоки на стройке

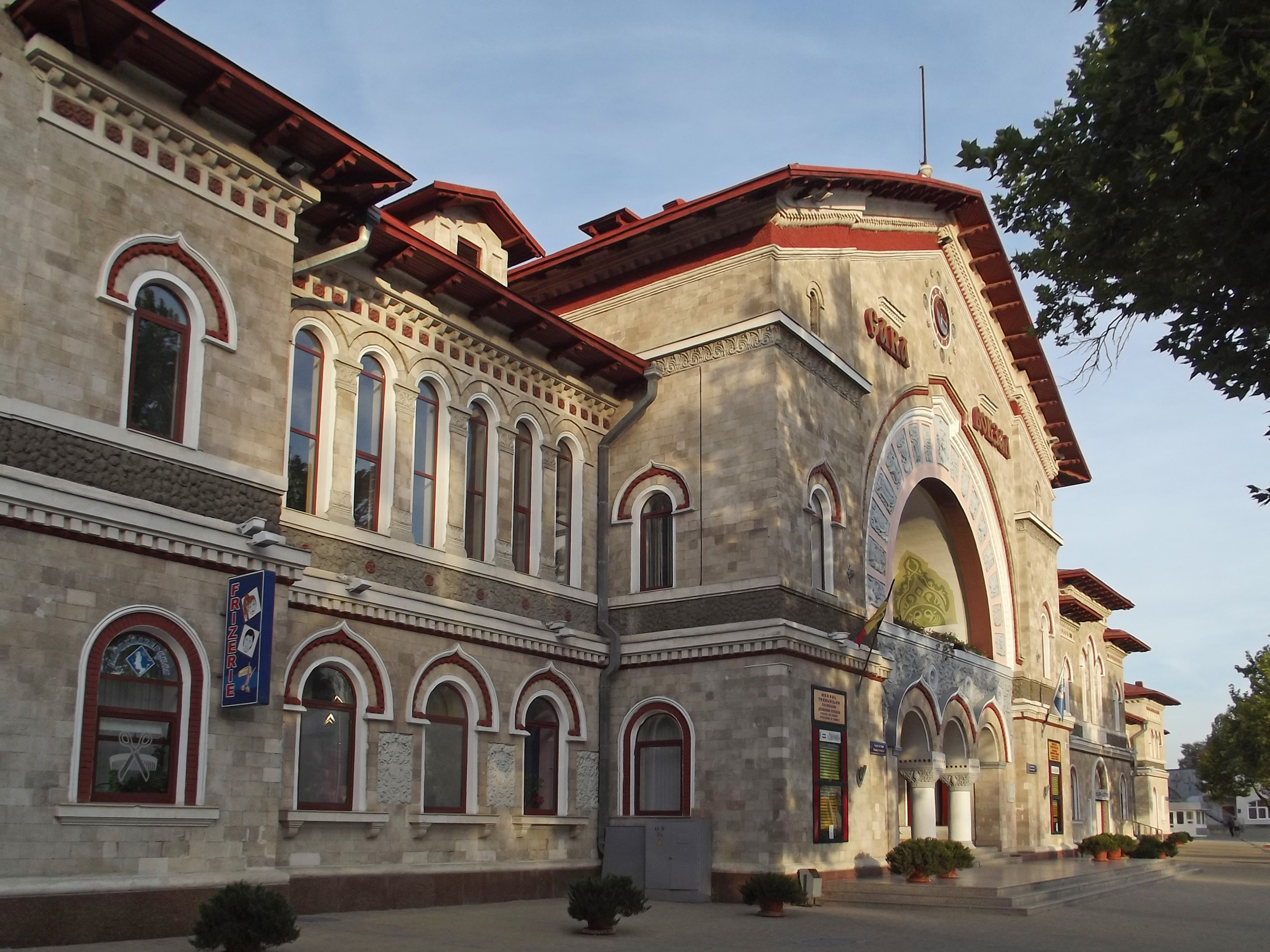
Здание железнодорожного вокзала в Кишинёве, выстроенного из котельца

Котеле́ц — блок из распиленного известняка, разновидность ракушечника, распространённый как строительный материал (стеновой камень) на территории Молдавии. Широкое использование этого традиционного камня при строительстве зданий придало общий колорит молдавским городам. Молдавский котелец измеряется в погонных метрах. Добывается с XV века около города Крикова, неподалёку от Кишинёва. По разведанным запасам котельца страна занимает второе место в СНГ после России.
В молдавском котельце присутствуют включения раковин морских моллюсков и их обломков, которые видно невооружённым глазом при рассмотрении структуры породы. Название материала "котелец" является транслитерацией на русский молдавского названия "cochileț" [кокиле́ц], которое образовано от молдавского слова "cochilie" [кокили́е] — "раковина", "ракушка".
Специально для добычи котельца строилась Кишинёвская шахта. Пласты этого оолитового известняка образовались из морских отложений в средне-сарматский исторический период. Оолиты придают камню крепость. В других молдавских шахтах добывается ракушечный известняк, из-за чего он менее прочный.
В советское время предприятие «Азурит» выпускало свыше 650 тыс. кубометров строительных материалов, включая котелец. Всего ежегодно Молдавия производила до 1,25 млн кубометров материала. К 2000 году добыча упала до 298 тыс. кубометров, но к 2005 году появилась тенденция к увеличению — было добыто свыше 400 тыс. кубометров.
В местном строительстве используются блоки и плитка из белого пильного известняка. Стоимость отопления для жильцов дома зависит в том числе и от того, из какого материала выполнены стены — из панелей или котельца. При современных методах строительства, например, каркасно-монолитном, котельцом выполняется наружное заполнение.
Промышленная техника, используемая для его производства, называется дробильно-сортировальной фабрикой и выпускает за смену 2 тыс. кубометров продукции типа щебня разной фракции, котельца и фортана.
Типичные характеристики:
- размеры, мм: 390х190х188, 490х190х240;
- водопоглощение, %: 14—18;
- коэффициент размягчения: 0,7—0,9;
- объемный вес, кг/м³: 1700—1900;
- морозоустойчивость, циклы: не менее 10;
- цвет — белый.

Кроме непосредственно пильного камня производится фортан — котелец из цемента и отсева от основного производства.

## Котелец в культуре
Котелец занимает место в молдавской культуре. Журналист «Независимой Молдовы» Юрий Дзятковский обозначил добычу и обработку котельца, как традиционную повседневность молдаван наряду с выращиванием винограда. Генеральный директор Государственного агентства по геологии Республики Молдова, Гене Прано Жалалите, отметила хорошо известный камень котелец, как высококачественный строительный материал, представляющий геологическое богатство Молдавии среди нерудных полезных ископаемых.
Песня «Мой белый город», известная благодаря исполнению С. Ротару (композитор — Е.Дога), посвященная г. Кишинёву.